# Como Vai Você, Geração 80?

Cartaz da exposição "Como vai você, Geração 80?"

Como Vai Você, Geração 80? foi uma exposição artística ocorrida entre 14 de julho e encerrada em 13 de agosto de 1984, na Escola de Artes Visuais do Parque Lage, Rio de Janeiro. A exposição atraiu milhares de pessoas, conseguindo criar uma relação entre arte e público.
A exposição reuniu 123 artistas, com participação majoritária de artistas do Rio de Janeiro e de São Paulo (provenientes em sua maioria da Fundação Armando Álvares Penteado – Faap), e com tendências artísticas diversas, sob curadoria de Marcos Lontra. O movimento chamado Geração 80 surgiu em oposição ao cenário da década de 1970, onde a arte produzida no Brasil foi denominada de austera, seguindo um estilo conceitual. A geração 80 produziu uma arte subjetiva.
Entre os artistas que participaram da exposição estão Daniel Senise, Beatriz Milhazes, Luiz Pizarro, Karin Lambrecht, Alex Vallauri, Leonilson, Luiz Zerbini, Leda Catunda, Sérgio Romagnolo. e Suzana Queiroga.
Em julho de 2004 o Centro Cultural do Banco do Brasil do Rio de Janeiro fez uma reedição da exposição, em comemoração aos 20 anos, contando com 40 artistas que estiveram na exposição original, e sob a curadoria de Marcos lontra novamente, tendo como título "Onde Está Você, Geração 80?".